# Liste der Monuments historiques in Périgny (Charente-Maritime)
Die Liste der Monuments historiques in Périgny (Charente-Maritime) führt die Monuments historiques in der französischen Gemeinde Périgny auf.

## Liste der Bauwerke
| Bezeichnung      | Beschreibung              | Standort                     | Kennzeichnung | Schutzstatus | Datum | Bild           |
| ---------------- | ------------------------- | ---------------------------- | ------------- | ------------ | ----- | -------------- |
| Kirche St-Cybard | Erbaut im 13. Jahrhundert | 6, allée du cimetière (Lage) | PA00104837    | Inscrit      | 1925  | weitere Bilder |

## Liste der Objekte

### Kirche St-Cybard
| Bezeichnung                                                         | Beschreibung    | Standort | Kennzeichnung | Schutzstatus | Datum | Bild |
| ------------------------------------------------------------------- | --------------- | -------- | ------------- | ------------ | ----- | ---- |
| Ölgemälde Vierge avec saint Augustin et une sainte religieuse       | 18. Jahrhundert | (Lage)   | PM17000574    | Classé       | 1990  |      |
| Ölgemälde La Vierge à l'Enfant donnant le rosaire à Saint Dominique | 18. Jahrhundert | (Lage)   | PM17000572    | Classé       | 1990  |      |
| Ölgemälde Heilige Familie                                           | 18. Jahrhundert | (Lage)   | PM17000573    | Classé       | 1990  |      |
| Ölgemälde Christ en croix avec Marie Madeleine                      | 18. Jahrhundert | (Lage)   | PM17000571    | Classé       | 1990  |      |
| Monstranz                                                           | Silber, 1869    | (Lage)   | PM17001532    | Inscrit      | 1988  |      |